# Observatoire de Tonantzintla

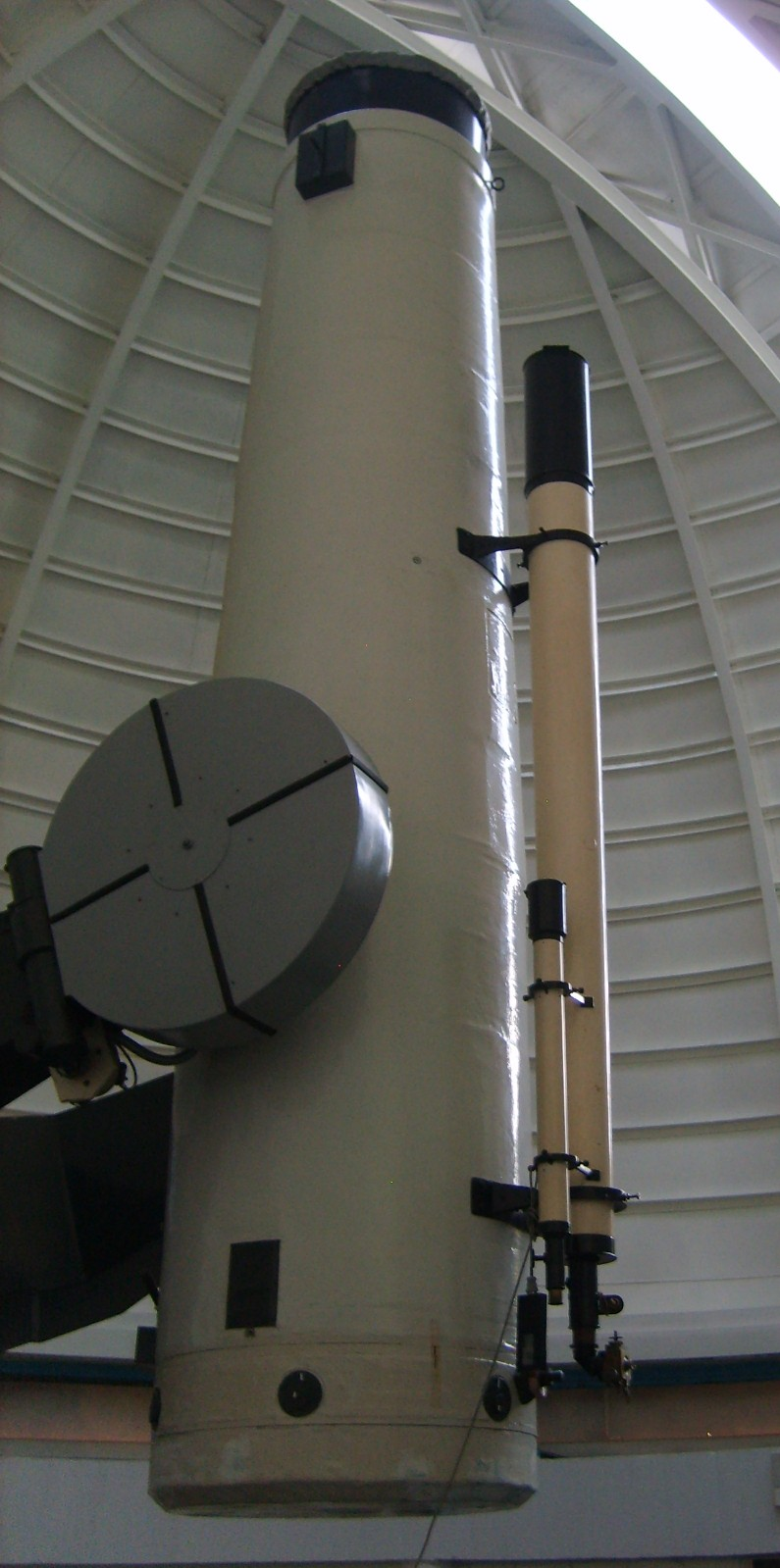
Chambre de Schmidt dans l'OANTON.

L'observatoire de Tonantzintla (espagnol : Observatorio Astrofísico Nacional de Tonantzintla, OANTON) est situé sur la colline de Tonantzintla, dans la ville de Santa María Tonantzintla, municipalité de San Andrés Cholula, dans l'État mexicain de Puebla.

## Histoire
L'observatoire est inauguré le 17 février 1942 par le président Manuel Ávila Camacho, lors d'une cérémonie à laquelle assistent d'éminents astronomes et astrophysiciens nord-américains et européens, dont certains ont fait part de leurs impressions dans un article publié dans une revue scientifique. Il est construit à l'initiative de l'astronome Luis Enrique Erro, qui en est le premier directeur jusqu'en 1947. À partir de 1948, il est dirigé par Guillermo Haro. À l'époque de Guillermo Haro, l'observatoire est l'un des plus importants d'Amérique latine et du monde, grâce auquel des recherches très importantes sont menées.

## Chambre de Schmidt
Grâce au travail de Luis Enrique Erro, Carlos Graef Fernández, París Pishmish, Luis Rivera Terrazas, Guillermina et Graciela González, une chambre de Schmidt, un télescope catadioptrique qui combine des miroirs et des lentilles dans sa conception, est assemblée. Cet instrument permet de réaliser d'importantes études, telles que l'analyse des objets de Herbig-Haro. En 1971, l'Instituto Nacional de Astrofísica, Óptica y Electrónica, qui gère l'OANTON, est créé.